# Épaignes
Épaignes är en kommun i departementet Eure i regionen Normandie i norra Frankrike. Kommunen ligger i kantonen Cormeilles som tillhör arrondissementet Bernay. År 2022 hade Épaignes 1 562 invånare.

## Befolkningsutveckling
Antalet invånare i kommunen Épaignes
Referens:INSEE